# Анероид (озеро)
Анероид (англ. Aneroid Lake) — высокогорное озеро ледникового происхождения, расположенное на горе Анероид на территории парка Игл-Кеп национального леса Уаллауа-Уитмен в восточном Орегоне. Находится между озёрами Роджер и Доллар. Озеро доступно только через туристические тропы. На южной оконечности озера имеется несколько частных гостевых домов. Находится на 2300 м над уровнем моря и вместе с озером Леверти — это 23-е самое высокогорное озеро национального леса Уаллауа-Уитмен.

## Название
Согласно справочнику McArthur and McArthur’s «Oregon Geographic Names» озеро Анероид получило своё название в 1897 году, когда член разведочной экспедиции использовал анероид для определения высоты озера над уровнем моря.

## Использование
Озеро окружено крутыми склонами, покрывающимися снегом с октября, и популярно для горнолыжного спуска бэккантри.

## Туристическая тропа
К озеру можно добраться либо по тропе Ист-Форк-Уаллауа-Ривер у озера Уаллауа, либо по тропе Тендерфут. Первая тропа является более коротким походом и составляет 9,7 км. Начинается на южном конце озера Уаллауа, около парка штата Озеро Уаллауа. После примерно 3 км тропа достигает небольшой плотины. На отметке 6,8 км есть небольшой, хорошо построенный мост, а в 8,9 км расположено озеро Роджер. Тропа, как правило, находится в хорошем состоянии и интенсивно используется в летние месяцы.